# Jakob Tuggener
Jakob Tuggener  (Zúrich, 7 de febrero de 1904 – Zúrich, 29 de abril de 1988) fue un fotógrafo suizo, una de las figuras más importantes en su país en este campo artístico.

## Biografía
Jakob Tuggener estudió inicialmente dibujo industrial en su ciudad natal y posteriormente enriqueció sus estudios en la escuela Reimann de Berlín (1930-31), que entonces era la mayor institución educativa artística privada de Alemania. En ella estudió diseño, dibujo, tipografía, escaparatismo y cine.
Sus primeros trabajos publicados fueron en la revista escolar Farbe und Form (Color y forma).
Tras su regreso a Suiza trabajó como fotógrafo industrial. En 1934 adquirió su primera Leica y fotografió por primera vez los bailes del Grand Bal russe en Zúrich, temática que siguió desarrollando en esta ciudad durante otras dos décadas, en diferentes escenarios de su ciudad, como el Grand Hotel Dolder o el Baur au Lac, o el Hotel Palacio Badrutt de Saint Moritz o el Wiener Opernball de Viena. Mientras tanto continuaba con la temática técnica y se introducía en la vida callejera campestre y urbana.
En el año 1943 publicó su libro Fabrik, un ensayo fotográfico sobre la relación entre el hombre y la máquina, que supuso una auténtica ruptura con la fotografía suiza de vanguardia.
Tras la Segunda Guerra Mundial sus fotografías se expusieron en el Museo de Arte Moderno de Nueva York y se publicaron en revistas como Leica-Fotografie o Du.
En 1951 fundó la Escuela de los fotógrafos suizos (Kollegium der Schweizerischen Fotografen), junto a Werner Bischof, Walter Läubli, Gotthard Schuh y Paul Senn.
En 1969 tuvo lugar en Múnich su primera gran exposición sobre las fotografías de bailes nocturnos elegantes de la alta sociedad.

## Obra
Además de sus fotografías sobre maquinaria y la vida industrial y de los bailes de la alta sociedad, Tuggener fue un activo fotógrafo de calle, rama fotográfica en la cual son importantes sus retratos de personas que vivían y/o trabajaban en la calle, antes los cuales se presentaba y les invitaba a participar, huyendo dentro de lo posible de las fotos robadas.
Su obra forma parte de la Fotostiftung Schweiz del Fotocentro de Winterthur.

## Exposiciones (selección)
- 1954. Strauhof, Zúrich
- 1969. Feine Feste (Fiestas elegantes). Staatliches Museum für angewandte Kunst, Múnich 1969
- 1974. “Fotografías desde 1930 hasta hoy”. Helmhaus, Zúrich
- 2000. Kunsthaus Zürich. Zúrich
- 2004. Important Photographs from a Private Swiss Collection. Laurence Miller Gallery, Nueva Cork
- 2005. Ballnächte. Museum Folkwang, Essen
- 2005. Fotostiftung Schweiz, Winterthur[4]
- 2006. Ballnächte. Museum Hermesvilla, Viena
- 2015. Fabrik: une épopée industrielle 1933 - 1953. Pavillon Populaire, Montpellier
- 2016. Fabrik 1933-1953/Nuits de Bal 1934-1950. Fondazione MAST, Bologna
- 2018. Maschinenzeit, Fotostiftung Schweiz, Winterthur

## Publicaciones
- 1950 Der Photograph als Expressionist existiert nicht im Handelsregister. Er ist der Freieste und Freie. Losgebunden von allem Zweck, photographiert er nur die Lust seines Erlebnisses.
- 2000. Fotografien. Kunsthaus Zürich. Jakob-Tuggener-Stiftung.
- 2005. Ballnächte/Ballnights 1934–1950. Editorial Scalo
- 2012. Fabrik. Reprint der Originalausgabe von 1943. Steidl